# UFC 195
UFC 195：劳勒对康迪特（UFC 195: Lawler vs. Condit）是终极格斗冠军赛（UFC）主办的一场综合格斗赛事，于2016年1月2日在美国内华达州拉斯维加斯的米高梅大花园体育馆举行。

## 结果
1. ↑  UFC沉量级冠军战